# Куканос, Александр Владимирович
Алекса́ндр Влади́мирович Кукано́с (род. 30 мая 1983, Москва) — российский футболист, защитник.

## Карьера
Воспитанник УСК «Чертаново» Москва.
Футбольную карьеру начинал в дубле московского «Динамо» (турнир дублёров РФПЛ). Затем один сезон провёл в любительской команде «Химок» (в Первенстве КФК), после чего три года выступал в Казани, где играл за дубль ФК «Рубин» и «Рубин-2». В 2005 году в составе сборной зоны «Урал-Поволжье» второго дивизиона участвовал в молодёжном турнире Кубок ПФЛ «Надежда».
В 2006 году перешёл во владикавказский «Спартак», выступавший во втором дивизионе. Приняв участие в 24 матчах команды, Куканос стал победителем зоны «Юг» и одним из игроков, заработавших для команды право на повышение в классе.
В следующие два года первом дивизионе сыграл за клуб в 70 матчах первенства. Сезон-2009 провел в «КАМАЗе», где сыграл 28 матчей. В 2010 году из-за скандала с руководством провёл всего два матча и перешёл в «Ротор» Волгоград.
Сезон 2011/12 начал в калининградской «Балтике», но, сыграв в 18 матчах, ушёл во время зимнего перерыва. В 2012 году играл в рижском «Сконто», стал серебряным призёром чемпионата Латвии и обладателем Кубка страны, сыграл в матче отборочного раунда Лиги Европы, в рамках которого «Сконто» принимал хорватский «Хайдук».
Зимой 2012/13 перешёл в ФК «Химки», за который сыграл в одном матче в Первенстве ФНЛ, играл также в III дивизионе за команду «Химки-М». В мае 2014 года сыграл за «Химки» в трёх матчах Первенства ПФЛ.

## Скандал с руководством ФК «КАМАЗ»

### Точка зрения футболиста
В ФК «КАМАЗ» был приглашён генеральным директором и главным тренером команды Юрием Газзаевым. Перешёл из «Алании» бесплатно в статусе свободного агента. 8 января 2009 года подписал с ФК «КАМАЗ» трудовой договор сроком до 15 декабря 2011 года. В следующее межсезонье им интересовались несколько клубов, в том числе «Сибирь», но запрошенная челнинцами сумма компенсации в 400 тыс. долларов не устроила ни один из них.
Вскоре Куканос, при новом главном тренере Роберте Евдокимове потерявший место в основном составе, перешёл в волгоградский «Ротор». «КАМАЗ» хотел отдать его в аренду, но на тот момент «Ротор» уже исчерпал лимит на арендованных футболистов, существующий в низших дивизионах, и стороны нашли другой выход из ситуации. 19 июля 2010 года Куканос расторг контракт с ФК «КАМАЗ» и заключил новый — на срок с января по декабрь 2011 года. Заработная плата по основному договору составляла 20 тыс. рублей в месяц, по заключенному одновременно приложению — 260 тыс. рублей. После этого Куканос подписал контракт с ФК «Ротор» сроком действия с 20 июля по 31 декабря 2010 года и отыграл там вторую половину сезона.
По возвращении из Волгограда он ездил на просмотр в клубы «Балтика», «Сатурн-2», «Луч-Энергия», но никуда не перешёл, поскольку руководство ФК «КАМАЗ» настаивало на выплате компенсации. В марте 2011 года Куканос получил на руки свой контракт с челнинским клубом, зарегистрированный в Футбольной национальной лиге. Удивление футболиста вызывало то, что «на первой странице договора вместо 19 июля 2010 года появилось число 29 июля 2010 года». Куканос был уверен, что «руководство клуба изменило дату подписания контракта, исправив цифру 1 на 2». На фальсификацию, по его мнению, руководство пошло, чтобы не платить ему основную зарплату — 260 тыс. рублей по дополнительному соглашению от 19 июля 2010 года. После изменения цифр в дате Куканосу было заявлено, что «приложение недействительно, так как якобы подписано ранее трудового договора».
При этом клубная администрация в лице генерального директора Якова Брегмана, главного тренера Роберта Евдокимова и начальника команды Сергея Хламина «стала оказывать на него давление, требуя выплатить компенсацию в размере 1,5 млн рублей».
Кроме этого, Куканосу было отказано в тренировках с основным составом. Вместо них для него была составлена индивидуальная программа, включающая бег вокруг поля, физическую подготовку и занятия с имеющей любительский статус командой «КАМАЗ-2», с которой у него не было «никаких трудовых взаимоотношений». Руководство клуба не платило ему зарплату, настаивая на досрочном расторжении контракта и угрожая, что он «будет бегать по кругу весь год за 20 тыс. рублей», если не найдёт себе новый клуб.
2 апреля 2011 года Куканосу дали понять, что единственный вариант перейти в другую команду — «это подписать соглашение о расторжении контракта». В противном случае «КАМАЗ» не заявил бы его, и он не смог бы принимать участие в чемпионате России в первой лиге.
Я очень хотел играть в футбол и был вынужден подписать предложенное мне соглашение о расторжении трудового договора, датируемое якобы 28 февраля 2011 года. На самом деле эти документы были подписаны 2 апреля, и я вплоть до этого числа тренировался по индивидуальному графику.Александр Куканос
4 апреля 2011 года Куканос обратился с письмом к президенту РФС Сергею Фурсенко. В нём он просил передать письмо в комитет РФС по этике, в чьи обязанности входит в том числе рассмотрение вопросов, связанных с нарушением прав футболистов. Однако Фурсенко не усмотрел в этом деле нарушения этических норм и поручил разобраться в случившемся президенту ФНЛ Игорю Ефремову.
При встречах с руководителями ФК «КАМАЗ» Куканос делал аудиозаписи разговоров на диктофон. На них представители клубной администрации ищут любой повод, чтобы отказать футболисту в выплате полной зарплаты и не допустить перехода в другой клуб без компенсации, несмотря на то что из «Алании» в «КАМАЗ» футболист перешёл на правах свободного агента, то есть формально — бесплатно.

### Точка зрения руководства клуба
С точки зрения главного тренера ФК «КАМАЗ» Роберта Евдокимова, в возникновении конфликта виноват сам игрок.
Это провокация со стороны Куканоса, сейчас стало модно давить на клуб. Мне даже интересно, какое давление мы могли на него оказывать? Хорошо, что ещё синяки не пририсовал и не сказал, что мы его избивали. Все, что говорит футболист про какие-то исправленные документы, изменённые даты, — это не то чтобы неправда, это всё придирки, мелочи. Я лично Куканоса в три разные команды предлагал. Был договор с «Балтикой» на 100 тыс. долларов за игрока, но там изменилась ситуация и вариант сорвался. За 50 тыс. долларов готовы были отдать в «Луч-Энергию», но тоже не срослось. Должны же мы были за него получить хоть какие-то деньги — мне президент нашего клуба так и сказал. Ведь при переходе Куканоса из «Алании» «КАМАЗ» заплатил агентам немалую сумму.Роберт Евдокимов
Я посчитал, что как футболист он мне не нужен. Куканосу было сказано, чтобы  он искал новую команду. Если что мы поможем. 10 января нам из «Балтики» пришла бумага, что Куканос будет тренироваться в этой команде. Потом в «Балтике» неожиданно сменилось руководство, и от него отказались. После чего к нам в клуб пришла другая бумага: Куканос тренируется с «Сатурном-2». А затем Куканос отправился в «Луч-Энергию», но не подошел ей. Он утверждает, что в «Луч» не попал, потому что мы заломили высокую трансферную стоимость, но как такое может быть, если стоимости как таковой на тот момент не было...Роберт Евдокимов
Генеральный директор ФК «КАМАЗ» Яков Брегман поддерживал тренера:
Куканос перешёл в нашу команду не бесплатно, как он говорит. За его переход было заплачено 4 миллиона 700 тысяч рублей по агентскому договору. А знаете, кто получил эти деньги? Их получил агент футболиста — его брат Евгений Куканос. Что касается расторжения договора между нашим клубом и футболистом Куканосом, то это было сделано по обоюдному согласию сторон. И никакого давления на игрока не оказывалось. Заявления Куканоса о фальсификации документов являются ложными, так как все договора составляются в трёх экземплярах: один находится у футболиста, второй — у клуба, а третий в ФНЛ. И это легко проверить. Кстати, все материалы по данному делу отправлены нами в Комитет по этике и в Палату по разрешению споров РФС. Мы рассчитываем на справедливое и компетентное решение этого вопроса.Яков Брегман

### Итоги
Все документы были переданы Комитетом по этике в Палату по разрешению споров РФС. На заседании Палаты по разрешению споров РФС было принято следующее решение: «Рассмотрев заявление футболиста А. Куканоса от 11 мая 2011 года, отказать в полном объёме в удовлетворении его требований…».

## Карьера вЛФЛ (8х8)
Играть в любительской футбольной лиге начинал в 2013 году за команду «Доро». Стал чемпионом северо-западного высшего дивизиона сезона 2013-14. Далее играл в командах «ПивДом и К», «Лидс». Неоднократно вызывался в сборную Северо-восточного округа. Выступает за клуб из Южного округа Москвы в Южной лиге ЛФЛ Москвы — «Пираты».

## Статистика

### Клубная
| Клуб                  | Сезон            | Чемпионат        | Чемпионат | Чемпионат | Кубок | Кубок | Еврокубки | Еврокубки | Итого | Итого |
| Клуб                  | Сезон            | Уров.            | Игры      | Голы      | Игры  | Голы  | Игры      | Голы      | Игры  | Голы  |
| --------------------- | ---------------- | ---------------- | --------- | --------- | ----- | ----- | --------- | --------- | ----- | ----- |
| Рубин-2               | 2004             | III              | 33        | 0         | 2     | 1     | —         | —         | 35    | 1     |
| Рубин-2               | 2005             | III              | 29        | 0         | ?     | ?     | —         | —         | 29    | 0     |
| Рубин-2               | Итого            | Итого            | 62        | 0         | 2*    | 1*    | —         | —         | 64*   | 1*    |
| Спартак (Владикавказ) | 2006             | III              | 24        | 0         | 2     | 0     | —         | —         | 26    | 0     |
| Алания                | 2007             | II               | 37        | 0         | 0     | 0     | —         | —         | 37    | 0     |
| Алания                | 2008             | II               | 33        | 0         | 2     | 0     | —         | —         | 35    | 0     |
| Алания                | Итого            | Итого            | 70        | 0         | 2     | 0     | —         | —         | 72    | 0     |
| КАМАЗ                 | 2009             | II               | 28        | 0         | 0     | 0     | —         | —         | 28    | 0     |
| КАМАЗ                 | 2010             | II               | 2         | 0         | 1     | 0     | —         | —         | 3     | 0     |
| КАМАЗ                 | Итого            | Итого            | 30        | 0         | 1     | 0     | —         | —         | 31    | 0     |
| Ротор                 | 2010             | II               | 10        | 0         | 0     | 0     | —         | —         | 10    | 0     |
| Балтика               | 2011/12          | II               | 18        | 0         | 1     | 0     | —         | —         | 19    | 0     |
| Сконто                | 2012             | I                | 22        | 1         | 1     | 0     | 1         | 0         | 24    | 1     |
| Химки                 | 2012/13          | II               | 1         | 0         | 0     | 0     | —         | —         | 1     | 0     |
| Химки                 | 2013/14          | III              | 3         | 0         | 0     | 0     | —         | —         | 3     | 0     |
| Химки                 | Итого            | Итого            | 4         | 0         | 0     | 0     | —         | —         | 4     | 0     |
| Всего за карьеру      | Всего за карьеру | Всего за карьеру | 240       | 1         | 7*    | 1*    | 1         | 0         | 248*  | 2*    |

Примечание: знаком * отмечены ячейки, данные в которых возможно больше указанных.

## Достижения

### Командные
- Обладатель Кубка Латвии: 2011/2012.
- Серебряный призёр Высшей лиги Латвии: 2012.
- Победитель второго дивизиона России (зона «Юг»): 2006.